# Didine Canon 16
Didine Canon 16, nom de scène de Khireddine Youcef, né le 2 janvier 1993 à Staoueli (wilaya d'Alger, est un rappeur, auteur-compositeur-interprète et producteur algérien. Depuis 2018, il est l'un des rappeurs les plus populaires au Maghreb. Sa chaîne YouTube dépasse le milliard de vues depuis sa création en 2018.

## Biographie
Didine Canon 16 de son vrai nom Khireddine Youcef nait le 2 janvier 1993 à Staoueli, une commune de la wilaya Alger. Il est originaire d'une famille de Mila,. En 2012, il commence sa carrière en underground. La démocratisation des réseaux sociaux lui a offert une opportunité de se faire connaître du grand public.
En 2015, il sort un titre intitulé "Akhtini" qui rencontre un grand succès et le fait découvrir au public.
En 2018, Didine Canon 16 change de style pour s'adresser à un public plus vaste en explorant la musique de variété. Il signe un contrat avec « Chabaka Net » et publie « Aicha la vie », un clip tourné à Dubaï et réalisé par l'Algérien Stefan Redjimi. Ce clip accumule près de 76 millions de vues sur YouTube jusqu'en juillet 2023. Son succès lui a ouvert les portes pour signer avec des sociétés de production, notamment la plateforme musicale internationale Anghami.
En janvier 2020, il publie un titre intitulé "El Ma9youd" qui atteint le million de vues en moins de 24 heures. En 2023, ce titre dépasse la barre des 78 millions de vues.
En décembre 2020, le rappeur marocain 7liwa l'a publiquement clashé dans un titre sorti intitulé "Trump".
En 2022, il annule un concert  à Constantine à la suite d'un dérapage, en septembre de la même année, le compte Tiktok de la Premier League utilise l'un de ses titres pour rendre hommage à Riyad Mahrez. 
En août 2022, il annonce que Netflix l'a contacté et qu'ils collaborent pour produire une nouvelle série. 
En février 2023, il collabore avec l'artiste égyptien Mohamed Ramadan pour une chanson titré "Nassaba" sous la production de Rotana Records.
En juillet 2023, Lotfi Double Canon, le rappeur, fait son retour sur la scène avec un titre intitulé « Rap it », accompagné d'un clip. Cette chanson autobiographique trace les grandes lignes de sa carrière. Cependant, Didine Canon 16 a contesté la chanson et a lancé un défi à Lotfi Double Canon en disant : « J'aurais aimé que tu rappes sur notre défunt frère Nahel, assassiné en France par la police ». La vidéo de Didine Canon a provoqué une vague d'indignation de la part de la majorité des rappeurs algériens,.
En 2022, aux côtés d'autres artistes, il revendique un style qu'ils appellent Zenqaoui, dans lequel il se décrit comme étant la voix de la jeunesse. Il chante sur différents thèmes, notamment les problèmes sociauxet il est devenu très populaire au Maghreb.

## Discographie

### Collaborations
- 2020 : Sanfara - Doctor feat. Didine Canon 16
- 2020 : Didine Canon 16 - Melit feat. Tflow
- 2020 : Moro - La loi feat. Didine Canon 16[18]
- 2021 : Lbenj - Khdem feat. Didine Canon 16
- 2022 : Mc Artisan - Glock feat. Didine Canon 16
- 2022 : Samara - Le Dem feat. Didine Canon 16
- 2022 : Didine Canon 16 - Trafiquinté feat. Kofs [19]
- 2022 : Jul - Sous tension feat. Didine Canon 16, Samara
- 2022 : Didine Canon 16 - Fugitive feat. Rim'K
- 2022 : L'Wew - GTA feat. Didine Canon 16
- 2023 : Mohamed Ramadan feat. Didine Canon 16 - Nassaba
- 2023 : Didine Canon 16 - Yakuza feat. Mister You
- 2023 : Didine Canon 16 - Barrio feat. Cheb Bilal, Kofs, Fouzi Torino
- 2023 : Didine Canon 16 - Newton (collaboration avec FootKorner)
- 2024 : Didine Canon 16 - Death Game feat. Lacrim, Mister You

## Filmographie
- 2021 : Ahwal Nass 2[20]

## Vie privée
Didine Canon 16 a trois enfants, dont deux garçons et une fille, avec son ex-femme Yasmine. Il a repris la relation avec sa femme Yasmine, qui a décidé de porter le foulard. En 2024, elle annonce qu'elle est enceinte de leur quatrième enfant.